# Количественное маркетинговое исследование
Количественное маркетинговое исследование — исследование рынка нацеленное на получение количественной информации о большом количестве объектов исследования.
Исследования с использованием количественных методов — это основной инструмент получения необходимой информации для планирования и принятия решений в случае, когда необходимые гипотезы относительно поведения потребителей уже сформированы при помощи качественных методов.
Цель проведения количественных исследований — снижение риска принятия неправильных решений. Особенно определяются: четкая определенная информация, источники их получения, обработка данных осуществляется с помощью статистических процедур.
Данный тип исследований, в отличие от качественного, позволяет получить выраженную количественно информацию по ограниченному кругу проблем, но от большого числа людей, что позволяет обрабатывать ее статистическими методами и распространять результаты на всех потребителей. Результаты количественного исследования, в большинстве случаев, можно считать статистически достоверными, и, поэтому, их можно распространить на генеральную совокупность исследуемых объектов.
Концепция количественного маркетингового исследования опирается современную точку зрения маркетологов, согласно которой маркетинг — это интерактивный процесс, в котором и покупатель, и продавец достигают удовлетворительного соглашения по «четырем P» маркетинга: Product — продукт, Price — цена, Place — местоположение и Promotion — продвижение, реклама.

## Последовательность действий
Основные методы количественных исследований — это различные виды опросов и аудит
В общем виде процедура маркетингового исследования состоит из 7 шагов:
1. Определение проблемы исследования
2. Формулировка задач исследования
3. Интерпретация понятий и описание рабочих гипотез
4. Разработка инструментария исследования
5. Сбор данных
6. Анализ данных
7. Подготовка отчёта и визуализация результатов

Решение о выборе количественных или каких-то иных, а именно кабинетных или качественных маркетинговых исследований должно быть принято на этапе разработки инструментария исследования.

### Сбор данных
Самый популярный метод количественного маркетингового исследования — опрос. Опросы обычно содержат комбинацию структурированных и открытых вопросов. Участники опроса отвечают на один и тот же набор вопросов, что позволяет исследователю легко сравнивать ответы разных типов респондентов. Опросы можно распространять одним из четырех способов: по телефону, по почте, лично и онлайн (с помощью мобильного или настольного компьютера).
Другой метод количественного исследования — проведение экспериментов по изучению того, как люди реагируют на различные ситуации или сценарии. Одним из примеров этого является A/B-тестирование маркетинговой коммуникации, например целевой страницы веб-сайта. Посетителям сайта показываются разные версии целевой страницы, и маркетологи отслеживают, какая из них более эффективна.

## Различия между количественными исследованиями потребителей и B2B-рынка
Количественные исследования используются как в исследованиях потребителей, так и в исследованиях бизнеса для бизнеса (B2B). Однако существуют различия в том, как исследователи потребительского спроса и исследователи B2B распространяют свои опросы. Как правило, опросы распространяются чаще онлайн, чем лично, по телефону или по почте.
Однако в исследованиях B2B онлайн-исследования не всегда возможны, часто из-за того, что с некоторыми лицами, принимающими бизнес-решения, трудно связаться по электронной почте. В результате исследователи B2B по-прежнему часто проводят опросы по телефону.